# Dewi Lestari
Dewi Lestari lub Dee Lestari, właśc. Dewi Lestari Simangunsong (ur. 20 stycznia 1976 w Bandungu) – indonezyjska pisarka i piosenkarka.

## Życiorys
Pierwotnie popularność zdobyła jako członkini formacji wokalnej Rida Sita Dewi. Od momentu wydania serii powieści Supernova jest znana jako powieściopisarka.
Jako powieściopisarka debiutowała w 2001 roku książką Supernova Satu : Ksatria, Puteri dan Bintang Jatuh, która okazała się sukcesem. W ciągu 35 dni tytuł ten sprzedał się w nakładzie 12 tys. egzemplarzy. W 2002 roku powieść została wydana w przekładzie na język angielski. Powstały dwa sequele: Supernova: Akar (2002) i Petir (2005).

## Twórczość
- Supernova 1: Kesatria, Putri, & Bintang Jatuh – Truedee Books (2001)
- Supernova 2: Akar – Truedee Books (2002)
- Supernova 3: Petir – Truedee Books & Akoer – (2004)
- Filosofi Kopi: Kumpulan Cerita dan Prosa Satu Dekade – Truedee Books & Gagas Media (2006)
- Rectoverso – Goodfaith Production (2008)
- Perahu Kertas – Bentang Pustaka (2009)
- Madre – Bentang Pustaka (2011)
- Supernova 4: Partikel – Bentang Pustaka (2012)
- Supernova 5: Gelombang – Bentang Pustaka (2014)
- Supernova 6: Inteligensi Embun Pagi – Bentang Pustaka (2016)
- Kepingan Supernova – Bentang Pustaka (2017)
- Aroma Karsa – Bentang Pustaka (2018)

Literatura faktu
- Di Balik Tirai Aroma Karsa – Bentang Pustaka (2019)
- Rantai Tak Putus – Bentang Pustaka (2020)